# György Piller

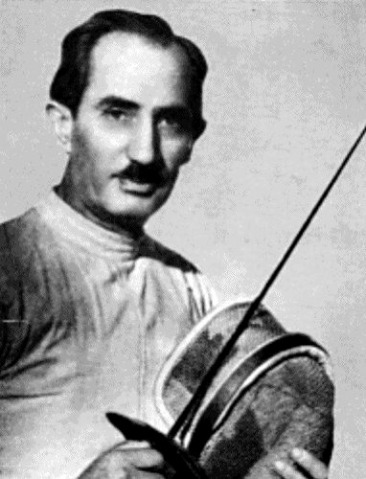
György Piller

György Piller (* 19. Juni 1899 in Eger; † 6. September 1960 in San Francisco; vollständiger Name György Piller-Jekelfalussy) war ein ungarischer Fechter und Trainer. Er gewann zwei Goldmedaillen bei Olympischen Spielen.

## Karriere
György Piller verfolgte eine militärische Laufbahn und begann während seiner Ausbildung das Fechten. Er wurde Weltmeister Säbel-Einzel bei den Fechtweltmeisterschaften 1930, 1931 und 1933. Bei den Olympischen Sommerspielen 1928 in Amsterdam trat Piller mit den Mannschaften im Degen- und Florett-Wettbewerb an, konnte jedoch keine Medaille gewinnen. Vier Jahre später, bei den Olympischen Sommerspielen 1932 in Los Angeles, konnte Piller im Säbel-Einzel und mit der Säbel-Mannschaft jeweils die Goldmedaille gewinnen.
Nach seiner aktiven Karriere wurde György Piller Fechttrainer. Nach dem Einmarsch sowjetischer Truppen in Ungarn 1956 wandte er sich den USA zu und wanderte aus. Dort ging er weiterhin seiner Arbeit als Trainer nach.